# F1エンジンメーカーの一覧
F1エンジンメーカーの一覧（F1エンジンメーカーのいちらん）では、1950年に始まった、FIA F1世界選手権に参戦したことがあるエンジンメーカーの一覧を記す。
基本的にはエンジンを製造したメーカーを指すが、1967年にフォードのイギリス法人「イギリス・フォード」の出資でコスワースが開発した「フォード」ブランドのDFVエンジンや、1994年にメルセデス・ベンツ・グループがイルモアに出資し、「メルセデス」ブランドのエンジンを2005年までイルモアが開発した（同年にメルセデスがイルモアのF1部門を完全子会社化して「メルセデス・ベンツ・ハイパフォーマンス・エンジンズ」（現：メルセデスAMG・ハイパフォーマンス・パワートレインズ）と改称し、2006年以降はメルセデスの自社開発となっている）例がある。
また、チームのスポンサーによるバッジネームを使用し、製造したメーカーと異なる名称となる場合（例として1983-1987年にマクラーレンのスポンサーであったTAGが出資し、ポルシェが開発した「TAG」や、2023-2025年にレッドブル・パワートレインズ(RBPT)のパワーユニット(PU)を製造しているホンダ・レーシング(HRC)の親会社「ホンダ」の名を付けた「ホンダ・RBPT」など、いくつかの例がある）があるため、脚注で補足する。

## 参戦メーカーの一覧
記録は2024年アブダビグランプリ終了時点。
- Key: 出走：決勝をスタートした回数、優勝：優勝回数、PP：ポールポジション回数、FL：ファステストラップ回数、表彰台：表彰台回数、得点：コンストラクターズ選手権ポイント（1958-）、WCC：コンストラクターズチャンピオン回数、WDC：ドライバーズチャンピオン輩出回数
- コンストラクターズチャンピオン制定前の1957年まではコンストラクターへのポイントが付与されなかったため、1950-1957年のみ参戦したメーカーについては、得点及びWCC（コンストラクターズチャンピオン獲得回数）の欄を「-」で表記している。
- インディ500[注 1]のみ参加したメーカーは除外。

### 2025年のF1世界選手権に参戦するメーカー
2025年に参戦するエンジン（パワーユニット、以下PU）メーカーを示す。
- デフォルトの序列は優勝回数順。

| 色 | 意味                                                 |
| -- | ---------------------------------------------------- |
|    | コンストラクターズチャンピオン獲得経験があるメーカー |

| 名称（和名） | 名称（英名） | 国籍         | 活動年                          | 出走  | 優勝 | PP  | FL  | 表彰台 | 得点     | WCC | WDC | 現在の供給チーム                                        | 備考     |
| ------------ | ------------ | ------------ | ------------------------------- | ----- | ---- | --- | --- | ------ | -------- | --- | --- | ------------------------------------------------------- | -------- |
| フェラーリ   | Ferrari      | イタリアの旗 | 1950-                           | 1,100 | 249  | 255 | 272 | 835    | 11,404   | 16  | 15  | フェラーリ ハース キック・ザウバー                      | [ 注 2 ] |
| メルセデス   | Mercedes     | ドイツの旗   | 1954-1955, 1994-                | 582   | 222  | 233 | 221 | 612    | 14,880.5 | 11  | 13  | メルセデス マクラーレン アストンマーティン ウィリアムズ | [ 注 3 ] |
| ルノー       | Renault      | フランスの旗 | 1977-1986, 1989-1997, 2001-2025 | 747   | 169  | 213 | 177 | 465    | 8,206.5  | 12  | 11  | アルピーヌ                                              | [ 注 5 ] |
| ホンダ・RBPT | Honda RBPT   | 日本の旗     | 2023-2025                       | 46    | 30   | 22  | 17  | 48     | 1,520    | 1   | 2   | レッドブル レーシングブルズ                             | [ 注 7 ] |

### 今後参戦が予定されているメーカー
- ホンダ（2026年） - 2022-2025年はホンダ・レーシング(HRC)が製造したPUをレッドブル・パワートレインズ(RBPT)に提供する形をとり、「RBPT」（2023年以降は「ホンダ・RBPT」）名義のPUとして使用しているが、2026年からはHRCが開発・製造したPUをアストンマーティンに供給するPUサプライヤーとして本格復帰する[3]。ホンダにとっては5度目のF1参戦となる。
- レッドブル・フォード・パワートレインズ（2026年） - 上記の通り、RBPTはHRCが製造したPUを2025年まで使用するが、2026年以降はフォードと提携し、RBPTでPUの開発・製造を行い、レッドブルとレーシングブルズにPUを供給する[2]。
- アウディ（2026年） - ザウバーを買収し、2026年からPUも自製するフルワークスチームとして参戦を開始する[4][5]。
- ゼネラルモーターズ（2029年） - ゼネラルモーターズ（以下GM）主導のもと、2026年からGM傘下の「キャデラック」のブランド名でコンストラクターとしてF1参戦を開始する。チーム参戦とともにPUサプライヤーとして「GMパフォーマンス・パワーユニットLLC」を設立し、早ければ2029年から自社製PUを使用するフルワークスチームに移行する予定だが、自社製PUが使用可能になるまではフェラーリ製PUを使用する[6][7][8]。

### かつて参戦していたエンジンメーカー
| 色 | 意味                                                 |
| -- | ---------------------------------------------------- |
|    | コンストラクターズチャンピオン獲得経験があるメーカー |

| 名称（和名）             | 名称（英名）    | 国籍               | 活動年                                                 | 出走 | 優勝 | PP  | FL  | 表彰台 | 得点    | WCC | WDC | 備考      |
| ------------------------ | --------------- | ------------------ | ------------------------------------------------------ | ---- | ---- | --- | --- | ------ | ------- | --- | --- | --------- |
| ATS                      | ATS             | イタリアの旗       | 1963-1964, 1967                                        | 7    | 0    | 0   | 0   | 0      | 0       | 0   | 0   | [ 注 9 ]  |
| BMW                      | BMW             | ドイツの旗         | 1952-1954, 1967-1968, 1982-1987, 2000-2009             | 270  | 20   | 33  | 33  | 86     | 1,021   | 0   | 1   | [ 注 10 ] |
| BRM                      | BRM             | イギリスの旗       | 1951, 1956-1960, 1962-1977                             | 189  | 18   | 11  | 14  | 65     | 499     | 1   | 1   | [ 注 12 ] |
| BWTメルセデス            | BWT Mercedes    | オーストリアの旗   | 2019-2020                                              | 38   | 1    | 1   | 0   | 4      | 268     | 0   | 0   | [ 注 13 ] |
| EMW                      | EMW             | 東ドイツの旗       | 1953                                                   | 1    | 0    | 0   | 0   | 0      | -       | -   | 0   |           |
| ERA                      | ERA             | イギリスの旗       | 1950-1951                                              | 4    | 0    | 0   | 0   | 0      | -       | -   | 0   |           |
| JAP                      | JAP             | イギリスの旗       | 1950                                                   | 1    | 0    | 0   | 0   | 0      | -       | -   | 0   | [ 注 15 ] |
| OSCA                     | O.S.C.A.        | イタリアの旗       | 1951-1953, 1958-1959, 1961-1962                        | 8    | 0    | 0   | 0   | 0      | 0       | 0   | 0   |           |
| RBPT                     | RBPT            | オーストリアの旗   | 2022                                                   | 22   | 17   | 8   | 8   | 28     | 794     | 1   | 1   | [ 注 18 ] |
| TAG                      | TAG             | ルクセンブルクの旗 | 1983-1987                                              | 68   | 25   | 7   | 18  | 54     | 405.5   | 2   | 3   | [ 注 19 ] |
| アジアテック             | Asiatech        | 日本の旗           | 2001-2002                                              | 33   | 0    | 0   | 0   | 0      | 3       | 0   | 0   | [ 注 20 ] |
| アストンマーティン       | Aston Martin    | イギリスの旗       | 1959-1960                                              | 5    | 0    | 0   | 0   | 0      | 0       | 0   | 0   | [ 注 21 ] |
| アルタ                   | Alta            | イギリスの旗       | 1950-1959                                              | 26   | 0    | 0   | 0   | 1      | 0       | 0   | 0   |           |
| アルファロメオ           | Alfa Romeo      | イタリアの旗       | 1950-1951, 1961-1963, 1965, 1968, 1970-1971, 1976-1987 | 214  | 12   | 15  | 20  | 40     | 148     | 0   | 2   | [ 注 22 ] |
| アロウズ                 | Arrows          | イギリスの旗       | 1998-1999                                              | 32   | 0    | 0   | 0   | 0      | 7       | 0   | 0   | [ 注 23 ] |
| イルモア                 | Ilmor           | イギリスの旗       | 1991-1992, 1994                                        | 37   | 0    | 0   | 0   | 0      | 12      | 0   | 0   | [ 注 24 ] |
| ヴァンウォール           | Vanwall         | イギリスの旗       | 1954-1960                                              | 28   | 9    | 7   | 6   | 13     | 57      | 1   | 0   | [ 注 25 ] |
| ウェスレイク             | Weslake         | イギリスの旗       | 1966-1968                                              | 18   | 1    | 0   | 2   | 2      | 13      | 0   | 0   |           |
| ヴェリタス               | Veritas         | ドイツの旗         | 1951-1953                                              | 6    | 0    | 0   | 0   | 0      | -       | -   | 0   | [ 注 26 ] |
| エイサー                 | Acer            | 中華民国の旗       | 2001                                                   | 17   | 0    | 0   | 0   | 0      | 4       | 0   | 0   | [ 注 27 ] |
| オゼッラ                 | Osella          | イタリアの旗       | 1988                                                   | 10   | 0    | 0   | 0   | 0      | 0       | 0   | 0   | [ 注 28 ] |
| オッフェンハウザー       | Offenhauser     | アメリカ合衆国の旗 | 1959                                                   | 1    | 0    | 0   | 0   | 0      | 0       | 0   | 0   | [ 注 29 ] |
| カステロッティ           | Castellotti     | イタリアの旗       | 1960                                                   | 3    | 0    | 0   | 0   | 0      | 3       | 0   | 0   | [ 注 30 ] |
| クッヒェン               | Küchen          | ドイツの旗         | 1952                                                   | 1    | 0    | 0   | 0   | 0      | -       | -   | 0   |           |
| クライマックス           | Climax          | イギリスの旗       | 1957-1969                                              | 96   | 40   | 44  | 44  | 104    | 684     | 4   | 4   |           |
| コスワース               | Cosworth        | イギリスの旗       | 2000-2006, 2010-2013                                   | 199  | 0    | 1   | 1   | 2      | 179     | 0   | 0   | [ 注 32 ] |
| ゴルディーニ             | Gordini         | フランスの旗       | 1950-1956                                              | 40   | 0    | 0   | 1   | 2      | -       | -   | 0   |           |
| コンレロ                 | Conrero         | イタリアの旗       | 1961                                                   | 1    | 0    | 0   | 0   | 0      | 0       | 0   | 0   | [ 注 33 ] |
| ザウバー                 | Sauber          | スイスの旗         | 1993                                                   | 16   | 0    | 0   | 0   | 0      | 12      | 0   | 0   | [ 注 34 ] |
| ザクスピード             | Zakspeed        | ドイツの旗         | 1985-1988                                              | 51   | 0    | 0   | 0   | 0      | 2       | 0   | 0   | [ 注 35 ] |
| ジャガー                 | Jaguar          | イギリスの旗       | 1950                                                   | 1    | 0    | 0   | 0   | 0      | -       | -   | 0   | [ 注 36 ] |
| ジャッド                 | Judd            | イギリスの旗       | 1988-1992                                              | 68   | 0    | 0   | 3   | 8      | 86      | 0   | 0   | [ 注 37 ] |
| スーパーテック（英語版） | Supertec        | フランスの旗       | 1999-2000                                              | 33   | 0    | 0   | 1   | 3      | 42      | 0   | 0   | [ 注 38 ] |
| スカラブ                 | Scarab          | アメリカ合衆国の旗 | 1960                                                   | 2    | 0    | 0   | 0   | 0      | 0       | 0   | 0   | [ 注 39 ] |
| セレニッシマ             | Serenissima     | イタリアの旗       | 1966                                                   | 1    | 0    | 0   | 0   | 0      | 1       | 0   | 0   |           |
| タグ・ホイヤー           | TAG Heuer       | スイスの旗         | 2016-2018                                              | 62   | 9    | 3   | 13  | 42     | 1,255   | 0   | 0   | [ 注 40 ] |
| タルボ                   | Talbot          | フランスの旗       | 1950-1951                                              | 13   | 0    | 0   | 0   | 2      | -       | -   | 0   |           |
| テクノ                   | Tecno           | イタリアの旗       | 1972-1973                                              | 10   | 0    | 0   | 0   | 0      | 1       | 0   | 0   | [ 注 41 ] |
| トヨタ                   | Toyota          | 日本の旗           | 2002-2009                                              | 140  | 0    | 3   | 4   | 17     | 384     | 0   | 0   | [ 注 42 ] |
| トロ・ロッソ             | Toro Rosso      | イタリアの旗       | 2017                                                   | 20   | 0    | 0   | 0   | 0      | 53      | 0   | 0   | [ 注 43 ] |
| ハート                   | Hart            | イギリスの旗       | 1981-1986, 1993-1997                                   | 145  | 0    | 2   | 2   | 5      | 63      | 0   | 0   |           |
| バターワース             | Butterworth     | イギリスの旗       | 1952                                                   | 2    | 0    | 0   | 0   | 0      | -       | -   | 0   |           |
| フォード（自社製造）     | Ford            | アメリカ合衆国の旗 | 1963-1966                                              | 7    | 0    | 0   | 0   | 0      | 2       | 0   | 0   | [ 注 44 ] |
| フォード（コスワース）   | Ford (Cosworth) | アメリカ合衆国の旗 | 1967-1999, 2003-2004                                   | 516  | 176  | 139 | 159 | 533    | 4,284.5 | 10  | 13  | [ 注 45 ] |
| フォンドメタル           | Fondmetal       | イタリアの旗       | 2000                                                   | 17   | 0    | 0   | 0   | 0      | 0       | 0   | 0   | [ 注 46 ] |
| ブガッティ               | Bugatti         | フランスの旗       | 1956                                                   | 1    | 0    | 0   | 0   | 0      | -       | -   | 0   | [ 注 47 ] |
| プジョー                 | Peugeot         | フランスの旗       | 1994-2000                                              | 115  | 0    | 0   | 1   | 14     | 128     | 0   | 0   | [ 注 48 ] |
| プラット & ホイットニー  | Pratt & Whitney | アメリカ合衆国の旗 | 1971                                                   | 3    | 0    | 0   | 0   | 0      | 0       | 0   | 0   | [ 注 49 ] |
| ブリストル               | Bristol         | イギリスの旗       | 1952-1957                                              | 17   | 0    | 0   | 0   | 1      | -       | -   | 0   |           |
| プレイライフ             | Playlife        | イタリアの旗       | 1998-2000                                              | 49   | 0    | 1   | 1   | 6      | 69      | 0   | 0   | [ 注 50 ] |
| ペトロナス               | Petronas        | マレーシアの旗     | 1997-2005                                              | 151  | 0    | 0   | 0   | 4      | 142     | 0   | 0   | [ 注 51 ] |
| ボルクヴァルト           | Borgward        | ドイツの旗         | 1959, 1962-1963                                        | 1    | 0    | 0   | 0   | 0      | 0       | 0   | 0   |           |
| ポルシェ                 | Porsche         | ドイツの旗         | 1958-1964, 1991                                        | 35   | 1    | 1   | 0   | 5      | 48      | 0   | 0   | [ 注 52 ] |
| ホンダ                   | Honda           | 日本の旗           | 1964-1968, 1983-1992, 2000-2008, 2015-2021             | 481  | 89   | 90  | 76  | 223    | 3,409   | 6   | 6   | [ 注 53 ] |
| マセラティ               | Maserati        | イタリアの旗       | 1950-1963, 1966-1969                                   | 108  | 11   | 11  | 17  | 44     | 72      | 0   | 2   | [ 注 54 ] |
| マトラ                   | Matra           | フランスの旗       | 1968, 1970-1972, 1975-1978, 1981-1982                  | 125  | 3    | 4   | 6   | 24     | 173     | 0   | 0   | [ 注 55 ] |
| 無限ホンダ               | Mugen Honda     | 日本の旗           | 1992-2000                                              | 147  | 4    | 1   | 0   | 16     | 182     | 0   | 0   | [ 注 56 ] |
| メカクローム             | Mecachrome      | フランスの旗       | 1998                                                   | 16   | 0    | 0   | 0   | 3      | 38      | 0   | 0   | [ 注 57 ] |
| メガトロン               | Megatron        | スイスの旗         | 1987-1988                                              | 32   | 0    | 0   | 0   | 1      | 35      | 0   | 0   | [ 注 58 ] |
| モトーリ・モデルニ       | Motori Moderni  | イタリアの旗       | 1985-1987                                              | 44   | 0    | 0   | 0   | 0      | 0       | 0   | 0   | [ 注 59 ] |
| ヤマハ                   | Yamaha          | 日本の旗           | 1989, 1991-1997                                        | 116  | 0    | 0   | 0   | 2      | 36      | 0   | 0   | [ 注 60 ] |
| ヨーロピアン             | European        | イギリスの旗       | 2001                                                   | 17   | 0    | 0   | 0   | 0      | 0       | 0   | 0   | [ 注 61 ] |
| ランチア                 | Lancia          | イタリアの旗       | 1953-1955                                              | 4    | 0    | 2   | 1   | 1      | -       | -   | 0   | [ 注 62 ] |
| ランボルギーニ           | Lamborghini     | イタリアの旗       | 1989-1993                                              | 80   | 0    | 0   | 0   | 1      | 20      | 0   | 0   |           |
| リー・フランシス         | Lea-Francis     | イギリスの旗       | 1952-1954                                              | 10   | 0    | 0   | 0   | 0      | -       | -   | 0   |           |
| レプコ                   | Repco           | オーストラリアの旗 | 1966-1969                                              | 33   | 8    | 7   | 4   | 25     | 126     | 2   | 2   |           |

### 決勝レースに参戦できなかったメーカー
| 名称（和名） | 名称（英名） | 国籍         | 活動年 | 参加 | 備考               |
| ------------ | ------------ | ------------ | ------ | ---- | ------------------ |
| BPM          | BPM          | イタリアの旗 | 1952   | 1    | 予選不通過         |
| スバル       | Subaru       | 日本の旗     | 1990   | 8    | 全戦予備予選不通過 |
| デ・トマソ   | De Tomaso    | イタリアの旗 | 1962   | 1    | 予選不通過         |
| フィアット   | FIAT         | イタリアの旗 | 1950   | 1    | 予選不通過         |
| ライフ       | Life         | イタリアの旗 | 1990   | 12   | 全戦予備予選不通過 |